# Torres del Vajolet
Les Torres del Vajolet (Vajolet-Türme en alemany; 2.821 m.) són un conjunt de set agulles de dolomia que s'aixequen al centre del Grup del Catinaccio, a les Dolomites, conquistades a nivell alpinista al final del segle xix.

## Descripció
El cim més alt és la Torre Principal, mentre les més famoses són en canvi la Delago, la Stabeler i la Winkler, conegudes també com a Torres Meridionals del Vajolet. Sobre aquestes, a diferència de les altres, hi ha diverses vies d'escalada molt freqüentades. A la base de la Torre Delago s'aixeca a més un modest pic, la Torre Piaz.
El següent quadre recull els noms, les altures i les dades de la primera ascensió d'aquestes torres:
| Nom             | Altura (m.) | Primera ascensió                                          |
| --------------- | ----------- | --------------------------------------------------------- |
| Torre Piaz      | 2.670 m     | G. B. Piaz, el 2 de setembre de 1899 (per la cara nord)   |
| Torre Delago    | 2.790 m     | Hermann Delago, el 22 de setembre de 1895.                |
| Torre Stabeler  | 2.805 m     | H. Stabeler i H. Helversen, el 16 de juliol de 1892.      |
| Torre Winkler   | 2.800 m     | Georg Winkler, el 17 de setembre de 1887 (paret sud-est). |
| Torre Nord      | 2.810 m     | H. Stabeler i H. Helversen, el 12 de juliol de 1892.      |
| Torre Principal | 2.821 m     | L. Bernard i G. Merzbacher, el 28 d'agost de 1882.        |
| Torre Est       | 2.813 m     | H. Stabeler i H. Helversen, el 12 de juliol de 1892.      |

Als peus de les Torres del Vajolet es troba el Refugi Rei Alberto.